# Krugher & Brent
Pivara Krugher & Brent je osnovana 1991. godine, kao privatno preduzeće i bila prva privatna mini pivara na prostoru tadašnje SFRJ. Sa proizvodnim radom počela je 1992. godine.
Proizvodnja se bazira na kvalitetnim sirovinama, kao što su nemački kvasac i nemački hmelj kompanije "Bart i sinovi". Kapaciteti pivare su još uvek ograničeni, ali se radi na proširivanju proizvodnje, a time i proširenju prodaje koja je zbog kapaciteta ograničena na područje južnog Banata, i malim delom prisutna u Beogradu, Novom Sadu i Subotici. Na samom početku prodaja je bila isključivo u buradima, da bi kasnija potražnja na tržištu uslovila flaširanje. Danas se pivo "Krugher i Brent" puni u staklenu ambalažu od 0,5 lit i 0,33 lit, kao i PET ambalažu od 2 lit. Proizvodi se svetlo „Lager beer“, crno „Extra stout“ i crveno „Red beer“. 
Za unapređenje tehnologije, pivara „Krugher i Brent“ je 2000. godine u Briselu dobila zlatnu medalju „Eureka 2000“. Godinama su već prisutni na manifestaciji „Belgrade Beer Fest“.

## Proizvodi
- Svetlo pivo („Lager beer“) -  Svetlo pivo se pravo po standardnim procedurama. Upotrebom odabranih sirovina dobija se prepoznatljiv ukus.
- Crveno pivo - Specijalno pivo koje se pravi po ugledu na stara piva nemačkih manastira. Kombinacijama više vrsta prženog slada i posebnim kvascem i hmeljom dobija se specifična aroma i boja, dok se načinom proizvodnje dobija veći procenat alkohola, 8%, zbog čega je popularnije u zimskom periodu.
- Crno pivo - Specijalno tamno pivo koje se pravi posebnim kombinacijama hmelja, kvasca i 3 vrste prženog slada, koje mu daju specifičan i karmeliziran ukus i punoću.